# Кегоума (Міссісіпі)
Кегоума (англ. Coahoma) — місто (англ. town) в США, в окрузі Коагома штату Міссісіпі. Населення — 229 осіб (2020).

## Географія
Кегоума розташована за координатами 34°21′59″ пн. ш. 90°31′19″ зх. д. / 34.36639° пн. ш. 90.52194° зх. д. (34.366293, -90.522019).  За даними Бюро перепису населення США в 2010 році місто мало площу 0,51 км², уся площа — суходіл.

## Демографія
Згідно з переписом 2010 року, у місті мешкало 377 осіб у 129 домогосподарствах у складі 86 родин. Густота населення становила 744 особи/км².  Було 150 помешкань (296/км²).
Расовий склад населення:
| - 99,2 % — чорних або афроамериканців - 0,8 % — білих |

До двох чи більше рас належало 0,0 %. Частка іспаномовних становила 0,0 % від усіх жителів.
За віковим діапазоном населення розподілялося таким чином: 34,0 % — особи молодші 18 років, 60,7 % — особи у віці 18—64 років, 5,3 % — особи у віці 65 років та старші. Медіана віку мешканця становила 29,3 року. На 100 осіб жіночої статі у місті припадало 82,1 чоловіків;  на 100 жінок у віці від 18 років та старших — 87,2 чоловіків також старших 18 років.
Середній дохід на одне домашнє господарство  становив 25 772 долари США (медіана — 17 083), а середній дохід на одну сім'ю — 34 483 долари (медіана — 23 281). Медіана доходів становила 26 875 доларів для чоловіків та 24 750 доларів для жінок. За межею бідності перебувало 57,2 % осіб, у тому числі 78,6 % дітей у віці до 18 років та 76,9 % осіб у віці 65 років та старших.
Цивільне працевлаштоване населення становило 127 осіб. Основні галузі зайнятості: мистецтво, розваги та відпочинок — 39,4 %, освіта, охорона здоров'я та соціальна допомога — 26,0 %, роздрібна торгівля — 6,3 %, сільське господарство, лісництво, риболовля — 6,3 %.